# Torsten Pehrson
Torsten Gustaf Pehrson, född 10 november 1887 i Stockholm, död 10 mars 1970 i Stockholm, var en svensk zoolog.
Pehrsson blev filosofie doktor vid Stockholms högskola 1922, var adjunkt vid Nya elementarskolan 1916–22, och var därefter 1922–48 lektor vid Norra realläroverket och studierektor för Södermalms läroverk för flickor 1930–37. Han blev docent 1942 och var 1948–56 professor i zoologi vid Stockholms högskola.
Förutom sin gradualavhandling utgav Pehrson främst läroböcker i biologi och kemi, delvis tillsammans med Olof Hammarsten och Ivar Sefve, samt populärvetenskapliga uppsatser, bland annat Naturens liv i ord och bild (två band, 1927–28)